# Jasper Hale
Jasper Hale (nascido Jasper Whitlock) é um personagem da série de livros Twilight, da escritora Stephenie Meyer.  Considerado um filho por Esme e Carlisle, é irmão adotivo de Edward Cullen, Emmett Cullen e Rosalie Hale, e casado Alice Cullen.
Por conta de seus antigos hábitos alimentares, Jasper ainda sente dificuldade em socializar com humanos. Como muitos outros vampiros, tem habilidades especiais. Por ter sido muito carismático quando humano, tem o dom de controlar as emoções das pessoas.E quase chega matar Bella por causa disso.

## História
Jasper Whitlock nasceu em 1844, no Texas. Em 1861 entrou para o Exército Confederado, alegando ter 20 anos, apesar de ter 17. Acabou servindo como Major na guerra civil. Foi transformado em vampiro em 1863, quando tinha 19 anos, por uma vampira chamada Maria, com quem criava e destruia vampiros recém-nascidos para guerrear. Insatisfeito, fugiu para morar com um amigo ex-guerrilheiro que já havia encontrado sua alma-gêmea. Durante esse tempo, ele se alimentava de sangue humano. Com o tempo, ele declinou desse estilo de vida, vagando sem destino até encontrar Alice, e graças ao dom dela, juntaram-se aos Cullen.
Jasper usa o sobrenome Hale porque se parece tanto com Rosalie que as pessoas começaram a acreditar que fossem gêmeos. Os vampiros costumam fazer qualquer coisa em que os humanos estejam dispostos a acreditar. Rosalie insiste em usar Hale como sobrenome, e, portanto, Jasper tomou-o para si também.

### Crepúsculo
Em Crepúsculo, Jasper leva Bella para Phoenix, com Alice, no intuito de protegê-la do caçador James. Embora estranhasse a proximidade entre Bella e Edward, Jasper não tinha nada contra ela, embora evita-se aproximar-se dela, por causa do cheiro de seu sangue.

### Lua Nova
Em Lua Nova, ele perde o controle na festa de aniversário de Bella, quando a mesma se corta acidentalmente. Por isso, a pedido de Edward, os Cullen decidem abandoná-la, por questões de segurança. No fim, Jasper vota pela imortalidade de Bella, isso deixa Edward furioso, mas ele não pode fazer nada, pois Alice deu sua palavra aos Volturi que Bella seria transformada em vampira

### Eclipse
Em Eclipse, Jasper conta para Bella sua história, de quando ele era humano até ter encontrado os Cullen com Alice, pois ele acha que ela deve saber o porquê de seus irmãos dependerem tanto de sua opinião para o que se deve fazer com relação aos vampiros recém-nascidos que estavam atacando Seattle. É ele quem treina os Cullen e os lobisomens para lutar contra os vampiros recém-criados de Victoria, pois tem muita habilidade de luta e guerra.

### Amanhecer
Em Amanhecer, Jasper fica impressionado com a habilidade com que Bella (já transformada em vampira) consegue controlar suas emoções, de um jeito que ele não considera natural. No começo, ele se sente irritado consigo mesmo, por Bella ter um controle melhor do que o seu próprio, apesar de ela ser uma recém-criada.
Quando Alice vê os Volturi chegando e decide partir, Jasper vai com ela na sua demanda por provas que impeçam os Volturi de destruir a família Cullen por Bella ter tido uma criança com Edward, meio humana e meio vampira, mas os Volturi ouviram de Irina Denali que era uma criança imortal, algo estritamente proibido, pois as crianças vampiras congelam o seu crescimento mental como foram transformadas e não se preocupam em respeitar a principal regra: manter o segredo sobres os vampiros. No final, Jasper e Alice voltam com um outro mestiço e provam que Renesmee não representa perigo, obrigando os Volturi a irem embora.

## Características
Jasper é descrito no livro como alto, magro, mas ainda assim musculoso. A cor de seu cabelo é louro cor de mel. Jasper é, como todos os seus irmãos, pálido e extremamente atraente. Jasper tem o poder de mudar as emoções das pessoas. Fisicamente ele tem 19 anos. Jasper é o que tem menos controle com o estilo vegetariano dos Cullen, por seu passado sangrento nas guerras entre vampiros, o que acaba fazendo-o se sentir fraco. Jasper é um grande especialista em lutas, estrategista nato, e examina a situação "de todos os ângulos" antes de agir.